# Liste der Kulturdenkmäler in Trippstadt
In der Liste der Kulturdenkmäler in Trippstadt sind alle Kulturdenkmäler der rheinland-pfälzischen Ortsgemeinde Trippstadt aufgeführt. Grundlage ist die Denkmalliste des Landes Rheinland-Pfalz (Stand: 21. Juli 2023).

## Einzeldenkmäler
| Bezeichnung                           | Lage                                                       | Baujahr                         | Beschreibung | Bild                                    |
| ------------------------------------- | ---------------------------------------------------------- | ------------------------------- | --- | --------------------------------------- |
| Brunnenstollen                        | Friedhofstraße/Am Wasserstollen Lage                       | 1767                            | Wasserleitung, bezeichnet 1767; Schlossbrunnen, Brunnenkammer, drei Stollen, ca. 300 m lang | Fotos hochladen                         |
| Friedhofskreuz und Grabmäler          | Friedhofstraße, auf dem Friedhof Lage                      | 19. und 20. Jahrhundert         | Friedhofskreuz, um 1910; Grabmal J. Schaeffer, klassizistisches Stele, 1868; Grabmal C. F. Brion, Gusseisenkreuz, 1857; Grabmal St. Weissenauer, klassizistisches Stele, 1824 | BW                                      |
| Villa                                 | Hauptstraße 9 Lage                                         | Anfang des 20. Jahrhunderts     | Heimatstil-Villa mit verschieferten Dachgeschossen und Erdgeschoss aus Sandsteinquadern | weitere Bilder Fotos hochladen          |
| Trippstadter Schloss                  | Hauptstraße 16 Lage                                        | 1766/67                         | ehemaliges Schloss der Freiherren von Haacke; breit gelagerter spätbarocker Sandsteinquaderbau, 1766/67, Architekt wohl der nassau-weilburgische Baumeister Sigmund Jacob Haeckher, ehemaliges Wirtschaftsgebäude (Nr. 16) | weitere Bilder Fotos hochladen          |
| Katholische Pfarrkirche St. Joseph    | Hauptstraße, hinter Nr. 24 Lage                            | 1752–54                         | spätbarocker Saalbau, 1752–54 | Fotos hochladen                         |
| Kreuz                                 | Hauptstraße, hinter Nr. 24 Lage                            | 1863                            | bei der katholischen Kirche: Kreuz, Gusseisen, bezeichnet 1863 | Fotos hochladen                         |
| Protestantische Pfarrkirche           | Hauptstraße 30 Lage                                        | 1744/45                         | kreuzförmige, zentralisierende Anlage, im Kern von 1744/45, 1895 von Theodor Bente, Kaiserslautern, erweitert, 1962 von Eugen Heusser, Kaiserslautern, erneuert | weitere Bilder Fotos hochladen          |
| Hofanlage                             | Hauptstraße 50 Lage                                        | 18. Jahrhundert                 | im Kern barocke Einfirstanlage, 18. Jahrhundert; Fachwerk-Wohnteil, Wirtschaftstrakt bezeichnet 1901 (erneuert) | weitere Bilder Fotos hochladen          |
| Wohnhaus                              | Hauptstraße 96 Lage                                        | um 1750                         | eingeschossiges barockes Fachwerkhaus, teilweise verschindelt, wohl um 1750 | Fotos hochladen                         |
| Hofanlage                             | Hauptstraße 115 Lage                                       | 1818                            | eingeschossige Einfirstanlage, bezeichnet 1818 | weitere Bilder Fotos hochladen          |
| Backofen                              | Hauptstraße, bei Nr. 135 Lage                              | vor 1875                        | Backofen, vor 1875 | BW                                      |
| Kriegerdenkmal                        | Hauptstraße, Ecke Friedhofstraße Lage                      | 1934                            | Kriegerdenkmal 1914/18; Anlage mit drei Sandsteinpfeilern und Wasserbecken, bezeichnet 1934 | Fotos hochladen                         |
| Gasthaus „Zum Schwan“                 | Kaiserslauterer Straße 4 Lage                              | 1726                            | stattlicher barocker Krüppelwalmdachbau, Fachwerk, bezeichnet 1726 | weitere Bilder Fotos hochladen          |
| Kirchenruine                          | Aschbacherhof, Nr. 4 Lage                                  | 13. oder frühes 14. Jahrhundert | Ruine der ehemaligen Pfarrkirche St. Blasius, um 1500; dreigeschossiger spätgotischer Turm, Nordmauer des Chors, 13. oder frühes 14. Jahrhundert | Fotos hochladen                         |
| Herrenhaus Aschbacherhof              | Aschbacherhof, Nr. 7/8/9 Lage                              | 1566                            | langgestreckter eingeschossiger Krüppelwalmdachbau, bezeichnet 1566, Inschriftstein bezeichnet 1582 | Fotos hochladen                         |
| Forsthaus Johanniskreuz               | Johanniskreuz, Nr. 5 Lage                                  | 1822                            | ehemaliges Forsthaus; U-förmige einheitliche Hofanlage; Walmdachbau, Sandsteinquader, Nebengebäude, 1822 | Fotos hochladen                         |
| Kreuze                                | Johanniskreuz, an der B 48 Lage                            | ab dem 14. Jahrhundert          | mittelalterliches (?) Steinkreuz, bezeichnet 1961 (renoviert); Steinkreuz, 14. Jahrhundert, jetzt bezeichnet 1084 und 1760; Gusseisenkreuz, bezeichnet 1863 (?) und 1831 | Fotos hochladen                         |
| Brunnen                               | Johanniskreuz, südwestlich des Ortes am Burgalbweiher Lage | Anfang des 19. Jahrhunderts     | Brunnen, klassizistisch, Anfang des 19. Jahrhunderts | Fotos hochladen                         |
| Backofen                              | Langensohl, Brunnenweg, bei Nr. 5 Lage                     | um 1900                         | Backofen, um 1900 | BW                                      |
| Backofen                              | Langensohl, Eisenhammerstraße, bei Nr. 4 Lage              | 1938                            | Backofen, 1938 | BW                                      |
| Backofen                              | Lauberhof, bei Nr. 3 Lage                                  | 1886                            | Backofen, 1886 | Fotos hochladen                         |
| Weißenstein                           | Meiserspring, südöstlich des Ortes an der L 499 Lage       | 1773                            | zwei menhirähnliche Steinblöcke, bezeichnet 1773 | Fotos hochladen                         |
| Forsthaus Meisertal                   | Meisertal Lage                                             | um 1845                         | Hofanlage mit eingeschossigem Wohnhaus und Backhaus, um 1845 | BW                                      |
| Straßenbau-Denkmal                    | Mittelhammer, im Karlstal an der L 500 Lage                | 1856                            | Sandsteinkubus, bezeichnet 1856 | Fotos hochladen                         |
| Backofen                              | Neuhof                                                     | um 1920                         | Backofen, um 1920 | Direkt Bild zu diesem Denkmal hochladen |
| Katholische Kapelle Mariä Himmelfahrt | Neuhof, Nr. 40 Lage                                        | 1777                            | kleiner barocker Saalbau, bezeichnet 1777 und 1907; Pietá, barock, 18. Jahrhundert | BW                                      |
| Unterhammer                           | Unterhammer, im Karlstal Lage                              | 1807                            | ehemaliges Eisenwerk 1807 von Ludwig Freiherr von Gienanth in axialer Ordnung angelegt; klassizistische Baugruppe mit wasserbaulichen Anlagen (Weiher); das langgestreckte Herrenhaus aus Sandsteinquadern von 1820/21 (bezeichnet LG 1821); außerdem erhalten: Hammer- (Dachreiter), Verwaltungs- und Stallgebäude (bezeichnet EVG 1893)                                | weitere Bilder Fotos hochladen          |
| Brunnen                               | Wilensteinerhof, östlich des Ortes Lage                    | Mitte des 19. Jahrhunderts      | Laufbrunnen, klassizistisch, Mitte des 19. Jahrhunderts | Fotos hochladen                         |
| Burgruine Wilenstein                  | Wilensteinerhof, über dem Karlstal Lage                    | Mitte des 12. Jahrhunderts      | Mitte des 12. Jahrhunderts zum Schutz des Reichslandes um Kaiserslautern erbaut; ab 1961 zum Teil Schullandheim (Aus- und Neubau); erhalten: Halsgraben, Schildmauer mit Buckelquadern, Palas (im Kern wohl frühgotisch, umgebaut), vordere Burg mit buckelquaderverkleideter Nordmauer eines Wohngebäudes, in der Mitte der Bergfried (dahinter Reste eines Vorgängers) | weitere Bilder Fotos hochladen          |